# Powerslave
Powerslave (с англ. — «Раб могущества») — пятый студийный альбом британской хеви-метал-группы Iron Maiden, выпущен 3 сентября 1984 года компанией EMI в Европе и её дочерним отделением Capitol Records в США.
В оформлении обложки диска и в заглавной песне используется египетская тематика. Пластинка включает в себя песню «The Rime of the Ancient Mariner», которая в студийном варианте длится 13 минут 38 секунд и таким образом является одной из самых длинных композиций группы. В альбом также вошёл последний на нынешнее время инструментальный трек «Losfer Words (Big 'Orra)».
Powerslave стал первым альбомом группы, в записи которой принял тот же состав участников, что и при записи предыдущего альбома. (Брюс Дикинсон — вокал, Стив Харрис — бас-гитара, Дэйв Мюррей — гитара, Эдриан Смит — гитара, Нико Макбрэйн — ударные).
Выход альбома сопровождался изданием синглов «2 Minutes to Midnight» и «Aces High».

## Запись
В начале 1984 года после непродолжительного рождественского отпуска Iron Maiden собрались в отеле Chalet Hotel на острове Гернси с целью разработать канву нового альбома. Около четырёх-шести недель музыканты продумывали варианты возможных песен, прежде чем приступили к работе над записью.. Как признавался позже Стив Харрис, «мы совершенно не представляем себе, что мы будем писать — и так перед каждым новым альбомом. Нет ни каких-то не вошедших в прошлый альбом песен, ни заготовленных заранее фрагментов. Всё, что мы напишем, будет абсолютно свежим материалом, и написан он будет в этот отведённый период времени, потому что мы никогда не сочиняем на гастролях». В арендованной студии музыканты работали по определённой системе: каждый из участников группы приносил свои идеи, а затем дорабатывал их в связке с кем-то. Эдриан Смит чаще всего работал с Брюсом Дикинсоном, который писал тексты к его песням, или с Дэйвом Мюрреем, который писал гармонии и некоторые гитарные партии. Стив Харрис предпочитал работать в одиночку и показывал имеющийся материал, когда тот был готов на 90 %.
Репетиции и запись, как и при работе над альбомом Piece of Mind, проходили в студии Compass Point Studios в Нассау (Багамские острова) и заняли около трёх месяцев. После окончания записи участники группы получили двухнедельный отпуск для восстановления сил перед проведением концертного тура в поддержку альбома World Slavery Tour.

## Список композиций
| # | Оригинальное название       | Перевод                       | Музыка / Слова             | Время |
| - | --------------------------- | ----------------------------- | -------------------------- | ----- |
| 1 | Aces High                   | Асы в небе                    | Стив Харрис                | 4:29  |
| 2 | 2 Minutes to Midnight       | Две минуты до полуночи        | Брюс Дикинсон, Эдриан Смит | 5:59  |
| 3 | Losfer Words (Big 'Orra)    | Нечего сказать (Большой ужас) | Стив Харрис                | 4:15  |
| 4 | Flash of the Blade          | Сверкание клинка              | Брюс Дикинсон              | 4:02  |
| 5 | The Duellists               | Дуэлянты                      | Стив Харрис                | 6:06  |
| 6 | Back in the Village         | Назад в деревню               | Брюс Дикинсон, Эдриан Смит | 5:02  |
| 7 | Powerslave                  | Раб могущества                | Брюс Дикинсон              | 7:12  |
| 8 | Rime of the Ancient Mariner | Сказание о старом мореходе    | Стив Харрис                | 13:36 |

| №  | Название                                              | Автор(ы)                      | Длительность |
| -- | ----------------------------------------------------- | ----------------------------- | ------------ |
| 1. | «Rainbow's Gold» (кавер-версия песни группы Beckett)  | Терри Слессер, Кенни Маунтейн | 4:57         |
| 2. | «Mission From 'Arry»                                  | Стив Харрис, Нико Макбрэйн    | 6:42         |
| 3. | «King of Twilight» (кавер-версия песни группы Nektar) | Nektar                        | 4:53         |
| 4. | «The Number of the Beast» (live)                      | Стив Харрис                   | 4:57         |

В 1998 году последовало ещё одно переиздание альбома, которое содержало мультимедиа-секцию с клипами на песни «Aces High» и «2 Minutes to Midnight». На этом издании песни «Back in the Village» и «Powerslave» были разделены отличным от оригинального способом: вступление к «Powerslave» было присоединено к концовке «Back in the Village».

### Создание и содержание композиций
Композиция «Aces High» продолжает военную тематику песен «Invaders» и «The Trooper». В основе текста — взгляд пилота британской авиации на события битвы за Британию — крупнейшего авиационного сражения Второй мировой войны. Во время концертов, а также в клипе к песне используется фрагмент речи Уинстона Черчилля «We shall fight them on the beaches». В песне используются несколько жаргонных слов, относящихся к авиации: «scramble» (аварийный взлёт), «bandits» (вражеские самолёты). а также ориентация в пространстве по часовым указаниям, когда выражение «12 часов» используется для обозначения носа самолета, а «6 часов» — хвоста. Сингл «Aces High» достиг 20 позиции в британских чартах синглов.
«2 Minutes to Midnight» — ещё одна песня о войне и политике, о манипулировании людьми и угрозе ядерной войны. Сам заголовок песни относится к часам конца света (англ. Doomsday Clock) — одному из самых общеизвестных символов ядерного века, показывающему, как близко человечество находится к началу ядерной войны. Часы достигли 2 минут до полуночи в 1953 году, когда СССР и США с разницей в девять месяцев испытали свои термоядерные бомбы. Сингл «2 Minutes to Midnight» поднялся до 11-й позиции в британском хит-параде.
«Losfer Words (Big 'Orra)» — четвёртая по счёту и последняя на 2021 год инструментальная композиция Iron Maiden. Название песни во многом несёт сленговый оттенок: «Losfer Words» значит «lost for words» («утраченный для слов; нечего сказать»), а «Big 'Orra» — фонетическое произношение «horror» в лондонском кокни-акценте. «Losfer Words? Да, понимайте название буквально, — признавался спустя время Брюс Дикинсон. — У нас больше не было текстов, и мы буквально расшиблись в попытках найти тему, которая подходила бы к музыке. Кто-то в итоге сказал: „А нужны ли вообще слова?“ И я подумал: „Нет, не нужны. Всё отлично так, как оно есть“».
«Flash of the Blade» — песня, навеянная любовью Дикинсона к фехтованию. Она также звучит в фильме «Феномен» (1985). «The Duellists» — ещё одна «фехтовальная» песня, навеянная одноимённым фильмом Ридли Скотта.
Композиция «Back in the Village» основана на сюжете английского сериала 1960-х годов «The Prisoner» с Патриком МакГуэном (англ. Patric McGoohan) в главной роли. В своё время этот сериал стал культовым. В фильме британский секретный агент (предположительно — бывший пилот времён Второй мировой войны) оставляет свою службу. За это тайные властители мира его похищают и держат в месте, называемом The Village (деревня), где людям вместо имен присвоены номера. Он — № 6. Чем меньше номер, тем выше ступень в иерархии (так же этот сериал упоминается в песне «The Prisoner», из сериала взят диалог № 6 и № 2).
«Powerslave» — центральная композиция для всего альбома. Песня повествует о смерти египетского фараона. Он размышляет об утрате своей власти после смерти. У него нет угрызений совести по поводу его кроваво-деспотичного правления. Он даже позволяет себе иронизировать, предлагая наследнику крови и красного вина, в надежде, что тот продолжит его диктаторский режим. Также термин «Раб власти» Дикинсон примерял и на самих Maiden. В то время, на пике их популярности, они попали в порочный круг: выход альбома — гастрольный тур — выход нового альбома. Дикинсон написал эту песню, имея в виду эту сложившуюся ситуацию и подразумевая группу как «рабов власти тура».
13-минутная песня «Rime of the Ancient Mariner» основана на одноимённой «Поэме о старом моряке» Самюэля Тейлора Кольриджа и как и само литературное произведение может читаться на нескольких смысловых уровнях. Многие годы являлась самой длинной песней группы. Текст песни является кратким изложением поэмы, а два фрагмента из неё цитируются в качестве куплетов. Сам Стив Харрис так вспоминал процесс её создания: «Я не знаю, откуда взялась эта идея на самом деле! Большая часть этой вещи была написана мною на Багамах, где происходила запись альбома. Первоначальная идея пришла мне в Джерси, но полностью доработана песня была уже в Compass Point Studios. Смешно то, что никто не мог подумать, что она окажется длиною в тринадцать минут. Мы так были погружены в работу, и так были охвачены ею, что нам казалось, что песня будет длиною в восемь, максимум девять минут. Когда наш продюсер Мартин Бирч измерил её, мы в один голос воскликнули: „Ну ни черта себе! Тринадцать минут?“ И всё равно, когда мы играем её на концертах, нет такого чувства, что это целые тринадцать минут».

### Обложка
Обложка альбома Powerslave, разработанная постоянным оформителем группы Дереком Риггсом, среди прочих древнеегипетских элементов содержит некоторые иероглифы, которые относятся к нашему времени:
- в нижнем левом углу обложки как раз позади первого льва находятся слова «Indiana Jones was here 1941» («Индиана Джонс был здесь в 1941»);
- справа от надписи находится изображение Микки Мауса.
- чуть выше над головами статуй можно увидеть строку «WOT A LOAD OF CRAP» («Что за чепуха»)
- в правом нижнем углу обложки под лапой большого сидящего льва можно увидеть Чэда (популярного героя британских граффити периода Второй мировой войны), выглядывающего из-за стены с надписью «WOT? NO GUINESS»;
- также на правой стороне над головами статуй виднеется надпись «BOLLOCKS» («Чепуха»).

Как и на каждой обложке Iron Maiden, автором которой выступал Риггс, на обложке Powerslave присутствует логотип художника: здесь он находится у входа в пирамиду, между лапами Эдди

## Критика и достижения
Этим альбомом Iron Maiden в очередной раз доказали, что хэви-метал способен развиваться не только в сторону ускорения звучания или оформления под радиоформат, но и в сторону усложнения композиций, как в лирическом, так и музыкальном плане.
Журнал Classic Rock, утверждая, что «кое-кто до сих пор считает Powerslave лучшим альбомом Maiden» приводит трек-лист альбома как неоспоримый аргумент в пользу этого суждения. Как «настоятельно рекомендуемую классику Maiden» охарактеризовал альбом и All Music Guide.
Powerslave продолжил и закрепил успех предыдущей работы Iron Maiden. В британском чарте он поднялся до 2-й позиции, а также вошёл в Топ 30 в самых разных странах мира: #5 (Швеция), #11 (Новая Зеландия), #15 (Австрия), #21 (США).

## Участники записи
- Брюс Дикинсон — вокал,
- Стив Харрис — бас-гитара, бэк-вокал
- Эдриан Смит — гитара, бэк-вокал
- Дэйв Мюррей — гитара
- Нико Макбрэйн — ударные

## Позиции в хит-парадах

### Альбом
| Страна         | Чарт (1984)             | Высшая позиция |
| -------------- | ----------------------- | -------------- |
| Австрия        | Ö3 Austria Top 40       | 15             |
| Финляндия      | Suomen virallinen lista | 4              |
| Германия       | Media Control Charts    | 9              |
| Нидерланды     | MegaCharts              | 5              |
| Новая Зеландия | RIANZ                   | 11             |
| Норвегия       | VG-lista                | 5              |
| Швеция         | Sverigetopplistan       | 5              |
| Швейцария      | Swiss Hitparade         | 10             |
| Великобритания | Official Albums Chart   | 2              |
| США            | Billboard 200           | 21             |
| Страна         | Чарт (1992)             | Высшая позиция |
| Норвегия       | VG-lista                | 4              |
| Страна         | Чарт (2006)             | Высшая позиция |
| Испания        | PROMUSICAE              | 96             |
| Страна         | Чарт (2013)             | Высшая позиция |
| Финляндия      | Suomen virallinen lista | 16             |
| Норвегия       | VG-lista                | 25             |
| Швеция         | Sverigetopplistan       | 23             |

| Чарт (1984)                  | Позиция |
| ---------------------------- | ------- |
| Великобритания (Gallup Poll) | 85      |

| Сингл                             | Чарт (1984)          | Высшая позиция | Альбом     |
| --------------------------------- | -------------------- | -------------- | ---------- |
| «2 Minutes to Midnight»           | German Singles Chart | 70             | Powerslave |
| «2 Minutes to Midnight»           | Irish Singles Chart  | 10             | Powerslave |
| «2 Minutes to Midnight»           | UK Singles Chart     | 11             | Powerslave |
| «Aces High»                       | Irish Singles Chart  | 29             | Powerslave |
| «Aces High»                       | UK Singles Chart     | 20             | Powerslave |
| Сингл                             | Чарт (1990)          | Высшая позиция | Альбом     |
| «2 Minutes to Midnight/Aces High» | UK Albums Chart      | 11             | —          |

| № | Страна         | Сертификация  | Число продаж |
| - | -------------- | ------------- | ------------ |
| 1 | Канада         | 2× платиновый | 200 000+     |
| 2 | Великобритания | Золотой       | 100 000+     |
| 3 | США            | Платиновый    | 1 000 000+   |
| 4 | Германия       | Золотой       | —            |